# Juliane Hvid
Juliane Falsig Hvid (8 aprile 1998) è una siepista e mezzofondista danese.

## Palmarès
| Anno | Manifestazione     | Sede                | Evento         | Risultato | Prestazione | Note                          |
| ---- | ------------------ | ------------------- | -------------- | --------- | ----------- | ----------------------------- |
| 2022 | Europei di cross   | Venaria Reale       | Corsa seniores | 48ª       | 29'22"      |                               |
| 2023 | Mondiali           | Budapest            | 3000 m siepi   | Batteria  | 10'09"41    |                               |
| 2023 | Mondiali su strada | Riga                | 5 km           | 18ª       | 15'59"      | Miglior prestazione personale |
| 2023 | Europei di cross   | Bruxelles           | Corsa seniores | 17ª       | 36'18"      |                               |
| 2024 | Europei            | Roma                | 3000 m siepi   | Batteria  | 9'42"32     |                               |
| 2025 | Europei su strada  | Bruxelles e Lovanio | 10 km          | 44ª       | 33'24"      |                               |
| 2025 | Europei su strada  | Bruxelles e Lovanio | A squadre      |           |             |                               |

## Campionati nazionali
2022
- Oro ai campionati danesi, 3000 m siepi - 10'36"42
- Argento ai campionati danesi di corsa campestre - 29'03"
- 7ª ai campionati danesi di 10 km su strada - 35'33"

2023
- Oro ai campionati danesi, 3000 m siepi - 9'49"30
- Bronzo ai campionati danesi indoor, 3000 m piani - 9'29"75
- Bronzo ai campionati danesi di 10 km su strada - 33'23"

2024
- Bronzo ai campionati danesi di corsa campestre - 27'48"
- Bronzo ai campionati danesi di mezza maratona - 1h13'56"

2025
- Argento ai campionati danesi di 10 km su strada - 33'07"

## Altre competizioni internazionali
2022
- 35ª alla Mezza maratona di Berlino ( Berlino) - 1h18'19"
- 55ª alla Mezza maratona di Copenaghen ( Copenaghen) - 1h19'15"

2023
- Bronzo nella Second Division degli Europei a squadre ( Chorzów), 3000 m siepi - 9'36"98
- 8ª ai London Anniversary Games ( Londra), 3000 m siepi - 9'33"40
- 33ª alla 10K Valencia Ibercaja ( Valencia) - 34'29"

2024
- 16ª allo Shanghai Golden Grand Prix ( Suzhou), 3000 m siepi - 9'49"81
- 14ª alla Xiamen Diamond League ( Xiamen), 3000 m siepi - 10'02"95
- 22ª alla Mezza maratona di Copenaghen ( Copenaghen) - 1h13'56"

2025
- Bronzo nella Seconda Divisione degli Europei a squadre ( Maribor), 3000 m siepi - 9'39"26